# جيريمي تومسون
جيريمي تومسون (23 سبتمبر 1963 - )  (بالإنجليزية: Jeremy Thompson)‏ هو لاعب كريكت بريطاني.